# Шабанов, Василий Прокофьевич
Василий Прокофьевич Шабанов (24 марта 1905 года, дер. Великая Буромка, Киевская губерния — 20 января 1963 года, Хабаровск) — советский военачальник, полковник. Герой Советского Союза.

## Начальная биография
Василий Прокофьевич Шабанов родился 24 марта 1905 года в деревне Великая Буромка (ныне Чернобаевский район Черкасской области) в крестьянской семье.
Окончил семь классов, Киевскую совпартшколу.
В 1924 году вступил в ВКП(б).
Работал агрономом в Житомирской и Киевской областях.

## Военная служба

### Довоенный период
В рядах РККА Шабанов служил с 1927 по 1930 годы и с 1936 года. Проходил военную службу на территории Башкирской АССР.
Окончил курсы «Выстрел».
Принимал участие в советско-финской войне.

### Великая Отечественная война
С 22 июня 1941 года принимал участие в военных действиях на фронтах Великой Отечественной войны.
Командуя 383-м стрелковым полком (121-я стрелковая дивизия, 60-я армия) подполковник Шабанов отличился в ходе форсирования реки Днепр.
31 августа 1943 года полк под командованием Шабанова форсировал реку Сейм и прорвал оборону противника, тем самым приняв участие в освобождении Рыльска (Курская область).
21 сентября 1943 года полк под командованием Шабанова форсировал реку Десна в районе села Сваромье, затем — реку Днепр у села Глебовка (Вышгородский район, Киевская область). В течение двадцати дней полк вёл бои по удержанию и расширению плацдарма, отражая контратаки противника.
Указом Президиума Верховного Совета СССР от 17 октября 1943 года за умелое командование полком, образцовое выполнение боевых заданий командования и проявленные при этом геройство и мужество подполковнику Василию Прокофьевичу Шабанову присвоено звание Героя Советского Союза с вручением ордена Ленина и медали «Золотая Звезда» (№ 1099).

### Послевоенная карьера
В 1946 году полковник Шабанов вышел в запас, после чего жил и работал в Харькове, в селе Рокини (Волынская область) и в Хабаровске.
Василий Прокофьевич Шабанов умер 20 января 1963 года.

## Награды
- Медаль «Золотая Звезда» Героя Советского Союза (17.10.1943)[1];
- орден Ленина (17.10.1943);
- орден Красного Знамени (16.09.1943)[2];
- орден Красного Знамени (03.07.1945)[3];
- орден Суворова 3 степени (19.02.1943)[4];
- орден Александра Невского (03.06.1945)[5];
- медали.